# Alcalosi respiratoria
Per  alcalosi respiratoria in campo medico si intende una condizione in cui il pH ematico sale al di sopra del normale valore di 7,45 e la causa che determina questa condizione di alcalosi è polmonare.
Esistono due tipi di alcalosi respiratoria, la forma acuta e quella cronica: la forma acuta non è compensata dai meccanismi renali ed è quindi più sintomatica, mentre la forma cronica è più spesso compensata dai meccanismi renali.

## Eziopatogenesi
Le cause sono di vario genere e comprendono:
- Malattie organiche:  encefalite, neoplasie, meningite, ipertiroidismo, anemia, respiro patologico da malattie polmonari
- Disturbi mentali: nevrosi, eccessiva ansia (che porta all'iperventilazione)
- Alterazioni sintomatiche: evoluzione della febbre, eccessivo dolore
- Condizioni traumatiche: traumi, disturbi dovuti all'alta quota, stato di gravidanza
- Assunzione di dosi elevate di bicarbonato di sodio
- Assunzione di farmaci: salicilati e altri principi attivi.

Il meccanismo patogenetico si sviluppa a causa di una diminuzione dell'anidride carbonica (CO2) disciolta nel sangue, il che comporta un aumento del pH ematico. Avendo la CO2 attività vasodilatatrice sul circolo cerebrale, una sua riduzione (ipocapnia) dovuta a iperventilazione causa una costrizione del circolo cerebrale, il che determina la sintomatologia neurologica: confusione, capogiri, vertigini, nausea, fino al coma.
L'alcalosi ematica comporta anche uno squilibrio elettrolitico: in alcalosi il calcio ematico tende a legarsi alle proteine, il che determina una ipocalcemia, la quale è poi responsabile delle turbe nervose periferiche e muscolari (parestesie, rigidità muscolare, fascicolazioni muscolari, spasmi muscolari, insensibilità periorale). 
Sempre l'alcalosi determina uno spostamento a sinistra della curva di dissociazione dell'ossigeno dall'emoglobina, è quindi alterato il rilascio di ossigeno ai tessuti, a livello cardiaco questo può determinare in pazienti già cardiopatici delle aritmie, che sono avvertite quindi come palpitazioni; sempre come palpitazioni possono essere avvertite delle extrasistole che sono però delle aritmie tendenzialmente benigne.

## Clinica

### Sintomatologia
I segni e i sintomi dell'alcalosi respiratoria sono i seguenti: cardiopalmo, tetania, convulsioni, sudorazione.
Altri sono: nausea, vomito, parestesie, aritmie, coma, rigidità muscolare, vertigini, disturbi del visus.

## Trattamento
Una volta scoperta la causa che ha comportato la nascita di tale stato patologico questa deve essere trattata. L'alcalosi respiratoria da crisi d'ansia generalmente può essere trattata tranquillizzando il paziente, ricorrendo alla respirazione in un sacchetto di carta (la plastica è da evitare per pericolo di soffocamento) perché così facendo si concentra la CO2 nel sacchetto, viene inspirata e quindi si favorisce un abbassamento del pH ematico. Sono altresì efficaci terapie farmacologiche che si basano sull'utilizzo di beta-bloccanti per l'attacco acuto, i quali riducono la sintomatologia. Le benzodiazepine sono invece più utilizzate per il trattamento di lunga durata.